# Mines ParisTech: профессиональный рейтинг мировых университетов
«Mines ParisTech: профессиональный рейтинг мировых университетов» — рейтинг университетов, формируемый одним из высших учебных заведений Франции — Горной школой Парижа.

## Методология
Рейтинг основан на количестве выпускников, которые в настоящее время занимают пост генерального директора, исполнительного директора (Chief Executive Officer) в одной из 500 крупнейших компаний мира согласно рейтингу Fortune Global 500, составляемому американским бизнес-журналом Fortune.

## Рейтинг

### Рейтинг 2009 года
В 2009 году в рейтинг вошёл ряд российских вузов. Так, 86-е место занял Санкт-Петербургский государственный экономический университет, 89-е — Тюменский государственный нефтегазовый университет.
На 216-м месте оказались, в числе прочих, Уфимский нефтяной институт, Санкт-Петербургский государственный университет, Омский государственный университет, Бугурусланский нефтяной техникум.

### Рейтинг вузов 2011 года
Первые 30 учреждений с самым высоким рейтингом (из 392):
| Rank | Institution                                | Country          |
| ---- | ------------------------------------------ | ---------------- |
| 1    | Гарвардский университет                    | США              |
| 2    | Токийский университет                      | Япония           |
| 3    | Университет Кэйо                           | Япония           |
| 4    | HEC Paris (фр.)                            | Франция          |
| 5 =  | Киотский университет                       | Япония           |
| 5 =  | Оксфордский университет                    | Великобритания   |
| 7    | Политехническая школа (Париж)              | Франция          |
| 8    | Университет Васэда                         | Япония           |
| 9    | Национальная школа администрации           | Франция          |
| 10   | Сеульский университет                      | Республика Корея |
| 11   | Пенсильванский университет                 | США              |
| 12   | Колумбийский университет                   | США              |
| 13 = | Стэнфордский университет                   | США              |
| 13 = | Университет Тохоку                         | Япония           |
| 13 = | Ноттингемский университет                  | Великобритания   |
| 16   | Массачусетский технологический институт    | США              |
| 17   | Институт политических исследований (Париж) | Франция          |
| 18   | Университет Санкт-Галлена                  | Швейцария        |
| 19 = | Университет Сан-Паулу                      | Бразилия         |
| 19 = | Северо-Западный университет                | США              |
| 21 = | INSEAD                                     | Франция          |
| 21 = | Чикагский университет                      | США              |
| 21 = | Горная школа Парижа                        | Франция          |
| 21 = | Венский экономический университет          | Австрия          |
| 25 = | Chuo University                            | Япония           |
| 25 = | Корнеллский университет                    | США              |
| 25 = | Университет Хитоцубаси                     | Япония           |
| 25 = | Университет Кобе                           | Япония           |
| 29   | Калифорнийский университет в Беркли        | США              |
| 30 = | Shandong University                        | Китай            |
| 30 = | Университет Боккони                        | Италия           |
| 30 = | Кембриджский университет                   | Великобритания   |
| 30 = | Кёльнский университет                      | Германия         |

## Региональный рейтинг

### Северная Америка
| Ранг | Учреждение                              | Страна |
| ---- | --------------------------------------- | ------ |
| 1    | Гарвардский университет                 | США    |
| 2    | Пенсильванский университет              | США    |
| 3    | Колумбийский университет                | США    |
| 4    | Стэнфордский Университет                | США    |
| 5    | Массачусетский Технологический Институт | США    |
| 6    | Северо-Западный университет             | США    |
| 7    | Чикагский университет                   | США    |
| 8    | Cornell University                      | США    |
| 9    | Калифорнийский университет в Беркли     | США    |
| 10   | Йельский университет                    | США    |
| 11   | Университет Пердью                      | США    |
| 12   | Университет Цинциннати                  | США    |
| 13   | Бейлорский университет                  | США    |
| 14   | Технологический институт Джорджии       | США    |
| 15   | Королевский университет                 | Канада |
| 16   | Университет Аризоны                     | США    |
| 17   | Университет Нотр-Дам                    | США    |
| 18   | Техасский университет в Остине          | США    |
| 19   | Университет Висконсина-Мэдисона         | США    |
| 20   | Дартмутский колледж                     | США    |

### Европа
| Ранг | Учреждение                              | Страна         |
| ---- | --------------------------------------- | -------------- |
| 1    | HEC Paris (фр.)                         | Франция        |
| 2    | Оксфордский университет                 | Великобритания |
| 3    | Политехническая школа                   | Франция        |
| 4    | Ноттингемский университет               | Великобритания |
| 5    | Институт политических исследований      | Франция        |
| 6    | Университет Санкт-Галлена               | Швейцария      |
| 7    | Горная школа Парижа                     | Франция        |
| 8    | Венский экономический университет       | Австрия        |
| 9    | Университет Боккони                     | Италия         |
| 10   | Кембриджский университет                | Великобритания |
| 11   | Кёльнский университет                   | Германия       |
| 12   | Гёттингенский университет               | Германия       |
| 13   | Технический университет Чалмерса        | Швеция         |
| 14   | Национальная школа мостов и дорог       | Франция        |
| 15   | Университет имени Эразма Роттердамского | Нидерланды     |
| 16   | Рурский университет                     | Германия       |
| 17   | Университет Глазго                      | Великобритания |
| 18   | Гамбургский университет                 | Германия       |
| 19   | Манчестерский университет               | Великобритания |
| 20   | Мадридский политехнический университет  | Испания        |

### Анализ
Этот рейтинг является более международным, чем некоторые другие, поскольку в нём используется рейтинг Fortune Global 500. Он ориентирован не только на англоязычные страны, но включает также университеты Азии, Латинской Америки и Европы.
Рейтинг Global Companies Rank Universities, составленный New York Times, аналогичен этому рейтингу.